# HMS Ocean (R68)
La HMS Ocean (Pennant number R68), quinta nave da guerra britannica a portare questo nome, è stata una portaerei leggera classe Colossus della Royal Navy. Venne costruita nei cantieri Alexander Stephen and Sons di Glasgow, venendo impostata l'8 novembre 1942, varata l'8 luglio 1944 ed entrò in servizio nell'agosto 1945, subito dopo la conclusione della seconda guerra mondiale.

## Servizio

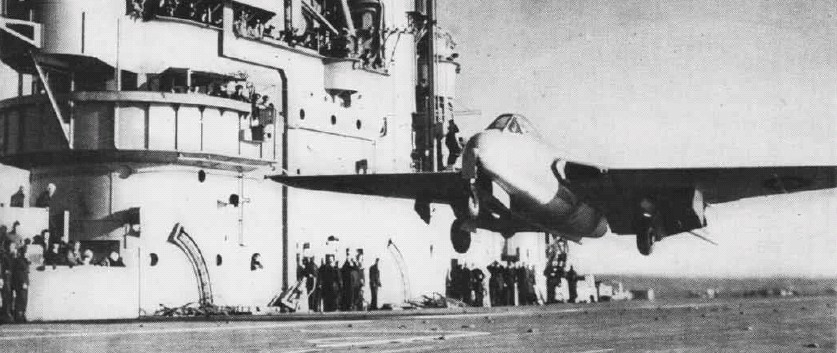
Il primo appontaggio di un aereo a reazione su una portaerei, avvenuto sulla Ocean nel dicembre 1945

Nel marzo 1944 il Governo Australiano propose di acquistare una portaerei leggera, identificata nell'Ocean. Il progetto però decadde nel giugno 1945 e la nave entrò quindi in servizio nella Royal Navy.
Il 4 dicembre seguente, ebbe luogo sulla Ocean il primo appontaggio di un aereo a reazione su una portaerei, effettuato dal pilota Eric Brown a bordo di un Sea Vampire specificatamente modificato. L'ultimo apparecchio Fairey Swordfish ad effettuare una missione ufficiale da una portaerei britannica partì sempre dalla Ocean, nel mese di ottobre dello stesso anno.
Nel 1948, l'unità appoggiò il ritiro delle truppe britanniche dalla Palestina in seguito alla fine del mandato. In seguito venne dislocata due volte in Corea durante il conflitto nella zona, per la prima volta tra il maggio e l'ottobre 1952 e la seconda tra maggio e novembre 1953.
Nell'agosto 1954 venne trasferita nello Squadrone di addestramento della Home Fleet, partecipando comunque attivamente agli scontri successivi alla crisi di Suez del 1956. Inizialmente la nave venne utilizzata come trasporto truppe e se ne progettò anche la conversione in nave trasporto e ospedale, ma prima che i lavori venissero terminati venne deciso l'utilizzo della nave come portaelicotteri. Nel primo attacco su larga scala effettuato con elicotteri, avvenuto il 6 novembre, Westland Whirlwind e Bristol Sycamore decollati dalla Ocean e dalla Theseus, sbarcarono 425 uomini del 45° Commando e più di 20 tonnellate di attrezzature a Porto Said in soli 90 minuti.
In seguito alla soluzione della crisi, la nave non rientrò più in servizio attivo, venendo trasferita in riserva nel 1958 e successivamente demolita nel 1962 a Faslane.